# Ambum stone
Ambum stone – prehistoryczna kamienna figurka wyrzeźbiona w szarogłazie datowana na ok. 1500 p.n.e., pochodząca z prowincji Enga w Papui-Nowej Gwinei.

## Historia
Zachowane prehistoryczne kamienne tłuczki często miały kształt ptaków, ludzi lub zwierząt. Jednak rzeźba, której nadano nazwę ambum stone od doliny Ambum w prowincji Enga w Papui-Nowej Gwinei, reprezentuje znacznie wyższy poziom wykonania.
Zdjęcie figurki po raz pierwszy zostało udostępnione przez Philipa Goldmana redakcji pisma „The Journal of the Polynesian Society” i opublikowane w marcu 1965. W załączonym artykule pojawiła się informacja, że obiekt został zabrany w 1962 roku z jaskini znajdującej się w dolinie Ambum. Tymczasem antropolog Brian Egloff już w XXI wieku ustalił, że figurka została sprzedana przez dwóch chłopców za 20 szylingów sklepikarzowi z Wabag w prowincji Enga. Ostatecznie trafiła w ręce londyńskiego handlarza dzieł sztuki Filipa Goldmana. Ten w 1977 roku sprzedał ją Australijskiej Galerii Narodowej w Canberze.

## Opis
Figurka ma wymiary 20x7,5x14 cm.  